# Joseph LeDoux

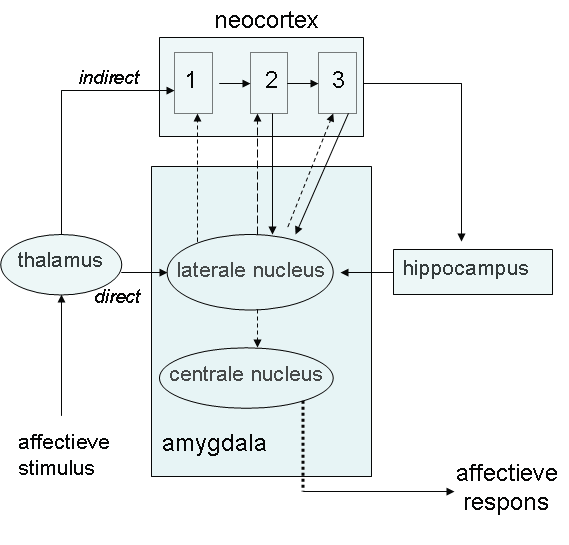

Joseph E. LeDoux (1949) est un psychologue, professeur de sciences à l'Université de New York, et directeur du Center for the Neuroscience of Fear and Anxiety (centre de neurosciences sur la peur et l'anxiété).
Ses recherches sont axées sur le lien entre mémoire et émotion, en particulier sur les mécanismes de la peur.
Il est également chanteur et guitariste dans un groupe de rock « scientifique » : The Amygdaloids.

### Articles
- (1994), « Émotion, mémoire et cerveau », Pour La Science, 202, 50-57.
- (1997), « Emotional memory and psychopathogy », Phil. Trans. R. Soc. Lond. B 352 : 1719-1726.

### Livres
- The Emotional Brain: the mysterious Underpinnings of emotional Life, New York, Simon & Schuster, 1996,  (ISBN 0-684-83659-9).
- The Emotional brain, London, Weidenfeld & Nicolson, 1998.
- Synaptic Self: How Our Brains Become Who We Are, Penguin Putnam, 2002 ; paperback, 2003,   (ISBN 0-14-200178-3).